# Distretto di Kolbuszowa
Il distretto di Kolbuszowa (in polacco powiat kolbuszowski) è un distretto polacco appartenente al voivodato della Precarpazia.

## Geografia antropica

### Suddivisioni amministrative
Il distretto comprende 6 comuni.
- Comuni urbano-rurali: Kolbuszowa
- Comuni rurali: Cmolas, Dzikowiec, Majdan Królewski, Niwiska, Raniżów